# Myszyniec (gemeente)
De gemeente Myszyniec is een stad- en landgemeente in het Poolse woiwodschap Mazovië, in powiat Ostrołęcki.
De zetel van de gemeente is in Myszyniec.
Op 30 juni 2004 telde de gemeente 10 250 inwoners.

## Oppervlakte gegevens
In 2002 bedroeg de totale oppervlakte van gemeente Myszyniec 228,59 km², waarvan:
- agrarisch gebied: 71%
- bossen: 24%

De gemeente beslaat 10,89% van de totale oppervlakte van de powiat.

## Demografie
Stand op 30 juni 2004:
| Omschrijving                   | Totaal | Totaal | Vrouwen | Vrouwen | Mannen | Mannen |
| ------------------------------ | ------ | ------ | ------- | ------- | ------ | ------ |
| eenheid                        | aantal | %      | aantal  | %       | aantal | %      |
| inwoners                       | 10 250 | 100    | 4992    | 48,7    | 5258   | 51,3   |
| bevolkingsdichtheid (inw./km²) | 44,8   | 44,8   | 21,8    | 21,8    | 23     | 23     |

In 2002 bedroeg het gemiddelde inkomen per inwoner 1607,89 zł.

## Administratieve plaatsen (sołectwo)
Białusny Lasek, Cięćk, Charciabałda, Drężek, Gadomskie, Krysiaki, Myszyniec-Koryta, Niedźwiedź, Olszyny, Pełty, Stary Myszyniec, Świdwiborek, Wolkowe (sołectwa: Wolkowe I en Wolkowe II), Wydmusy, Wykrot, Zalesie, Zdunek.

## Aangrenzende gemeenten
Baranowo, Czarnia, Kadzidło, Łyse, Rozogi